# Pantherodes obliterata
Pantherodes obliterata är en fjärilsart som beskrevs av W. Warren 1909. Pantherodes obliterata ingår i släktet Pantherodes och familjen mätare. Inga underarter finns listade i Catalogue of Life.